# Seymouriamorpha

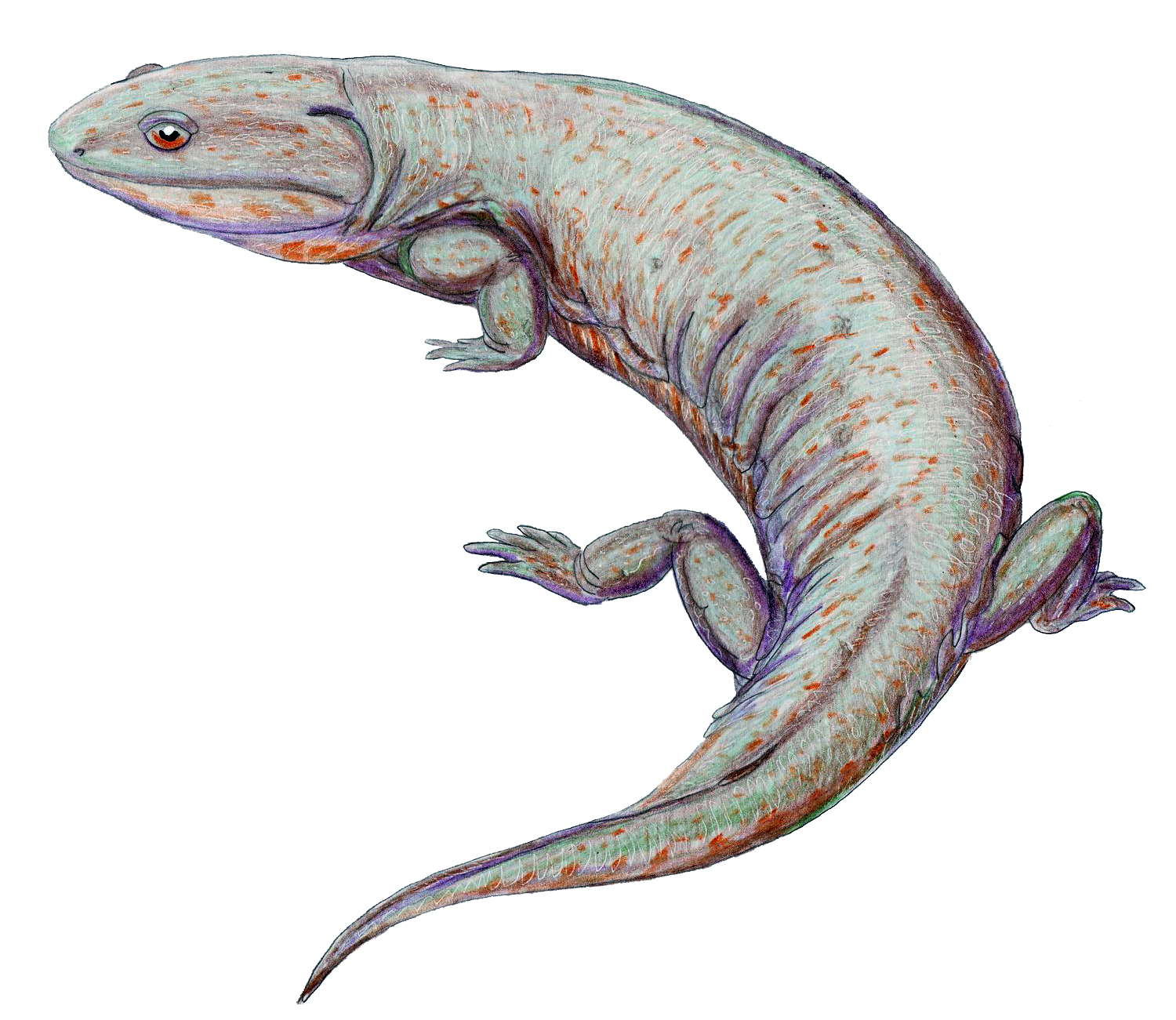
Kotlassia

Seymouriamorpha é um pequeno grupo de Reptiliomorpha, terrestre e semi-aquático. Entretanto, pequenas larvas aquáticas com brânquias externas foram encontradas, fazendo deles inquestionáveis anfíbios. Os adultos são terrestres e de aspecto semelhantes a répteis. Eles variam do tamanho de um lagarto (30 centímetros) a um crocodilo (150 centímetros). Sendo os Seymouriamorpha reptiliomorfos, eles eram parentes distantes dos amniotas, ou parentes dos ancestrais amniotas. Seymouriamorpha são divididos em três gupos principais, Kotlassiidae, Discosauriscidae, e Seymouriidae. Foram extintos na extinção do Permiano-Triássico no final do Permiano.

## Taxonomia
- Reptiliomorpha
- Ordem Seymouriamorpha
  - Urumqia
  - Utegenia
  - Família Kotlassiidae
    - Buzulukia
    - Bystrowiana
    - Karpinskiosaurus
    - Kotlassia

  - Família Discosauriscidae
    - Makowskia
    - Discosauriscus

  - Ariekanerpeton
  - Família Seymouriidae
    - Gnorhinosuchus
    - Nyctiboetus
    - Rhinosauriscus
    - Seymouria